# Ширак (село)
Ширак (на арменски: Շիրակ) е село и община в Армения, област Ширак. Според Националната статистическа служба на Армения през 2012 г. общината има 1103 жители.

## Демография
Броят на населението в годините 1831 – 2004 е както следва: